# FK Obilić Beograd
FK Obilić je nogometni klub iz Beograda.
Klub je osnovan 1924. godine. 
Klupske boje 1932. bile su plava i bijela, a klupska adresa Mačvanska ulica 15.
Najveći uspjeh kluba je osvajanje titule prvaka SR Jugoslavije u sezoni 1997./98. godine nakon čega je sudjelovao i u Kupu UEFA. Dok je predsjednik FK Obilića bio ratni zločinac Željko Ražnatović, klub je od nižerazrednog stigao do najvišeg ranga natjecanja u SR Jugoslaviji, da bi u sezoni 1997./98. osvojio Prvu ligu i doživio vrhunac. Nakon smrti ratnog zločinca Željka Ražnatovića, klub polako počinje gubiti snagu i nakon nekoliko sezona ispada iz prve lige i nastavlja propadati kroz niže rangove.
FK Obilić igra na stadionu Miloš Obilić na Vračaru (kapacitet 4500).
Boje kluba su žuta, plava i bijela.